# Лебедине (Кропивницький район)
Лебедине (до 2016 р. — Жовтне́ве) — село в Україні, в Устинівській селищній громаді Кропивницького району Кіровоградської області. Населення становить 481 осіб. Колишній центр Жовтневої сільської ради.

## Населення
Згідно з переписом УРСР 1989 року чисельність наявного населення села становила 486 осіб, з яких 244 чоловіки та 242 жінки.
За переписом населення України 2001 року в селі мешкала 481 особа.

### Мова
Розподіл населення за рідною мовою за даними перепису 2001 року:
| Мова       | Відсоток |
| ---------- | -------- |
| українська | 98,75 %  |
| російська  | 1,25 %   |